# Речна рибарка
Речната рибарка (Sterna hirundo) е птица от семейство рибаркови (Sternidae).

## Разпространение
Четирите подвида на тази птица са разпространени и се размножават в умерените и субарктически региони на Северна Америка, Азия и Европа, включително и в България.